# (32182) 2000 NR18
2000 NR18 (asteroide 32182) é um asteroide da cintura principal. Possui uma excentricidade de 0.19301680 e uma inclinação de 3.16356º.
Este asteroide foi descoberto no dia 5 de julho de 2000 por LONEOS em Anderson Mesa.